# 앨리스 테리

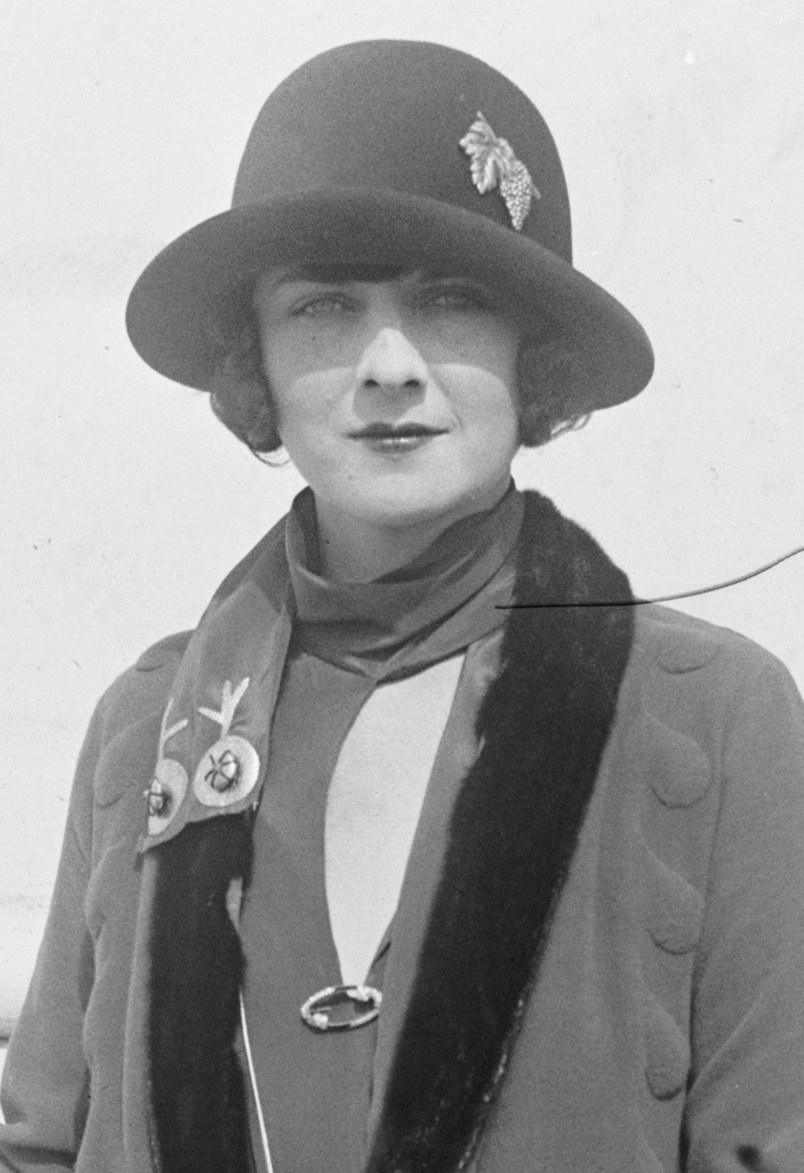

앨리스 테리(Alice Terry, 1899년 7월 29일 ~ 1987년 12월 22일)는 미국의 배우, 영화 감독, 영화배우이다.
로스앤젤레스에서 사망하였다.

## 영화
- 더 그레이트 디바이드 (1925년)